# De Havilland Canada DHC-4 Caribou
Pour les articles homonymes, voir Caribou (homonymie).
Dimensions
Le de Havilland Canada DHC-4 Caribou (connu dans l'armée américaine sous le nom de CV-2 et C-7 Caribou) est un avion cargo de conception canadienne spécialisé pour les décollages et atterrissages courts (STOL). Le Caribou a commencé à voler en 1958 et a pris sa retraite comme avion militaire mais un petit nombre d'entre eux est toujours en usage en raison de sa solidité pour les vols de « brousse ».

## Utilisateurs

### Utilisateurs militaires
Modèle:Abu Dhabi
 Australie
- Royal Australian Air Force
  - No. 35 Squadron RAAF (en)
  - No. 38 Squadron RAAF (en)
  - RAAF Transport Flight Vietnam (en)

 Brésil
- Force aérienne brésilienne

 Cambodge
 Canada
- Force aérienne du Canada

 Cameroun
 Colombie
 Costa Rica
- Un exemplaire utilisé par la Seccion Aérea de la Guardia Civil[1]

 Espagne
- Ejército del Aire de España

 États-Unis
- United States Army
- United States Air Force

 Ghana
- Forces aériennes du Ghana

 Inde
- Indian Air Force

 Kenya
- Force aérienne du Kenya[2] ont eu ce modèle de 1966 à 1987.

 Koweït
- Kuwait Air Force a reçu deux exemplaires en 1963[3].

 Liberia
- Deux avions rénovés ont été fournis à l'armée du Liberia en 1989. Ils furent détruits pendant la guerre civile.

 Malaisie
- Force aérienne royale de Malaisie retirés du service actif[4].

 Oman
- Force aérienne royale d'Oman[5]

 Ouganda
- Ugandan Police Air Wing[6]

 Suède
- Svenska flygvapnet a disposé d'un DHC-4 Caribou appelé Tp 55 entre 1962 et 1965 pour évaluation[7].

 Tanzanie
- Tanzanian Air Force[7]

 Thaïlande
- Royal Thai Police The Royal Thai Police a disposé de trois DHC-4A de 1966 à 2005[8].

 Vietnam
- Vietnam People's Air Force qui s'est emparé de plusieurs appareils de ex-VNAF.

 Viêt Nam du Sud
- Vietnam Air Force

 Zambie
- Zambian Air Force avait quatre Caribous[9].

### Utilisateurs civils
Australie
- Ansett-MAL a utilisé un avion dans les montagnes de Nouvelle-Guinée.

 Canada
- La Sarre Air Services

 Équateur
- AMOCO Ecuador
- Anglo-Ecuador Oilfields
- Aerolineas Condor of SA

 États-Unis
- Air America
- Bannock Aerospace
- Chieftain Air
- Deutsche Aviation

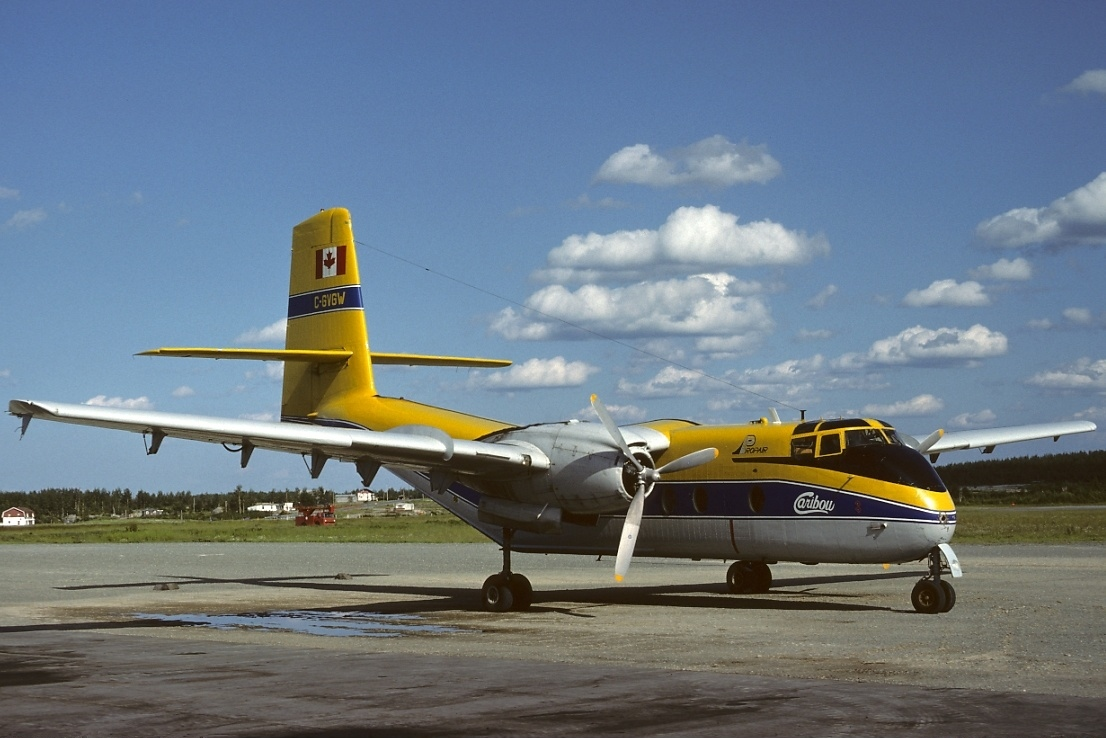
De Havilland Canada DHC-4A Caribou, Propair

- Environmental Research Institute of Michigan (en)
- Fowler Aeronautical Service
- H A T Aviation Inc.
- John Woods Inc.
- New Cal Aviation
- Pen Turbo Aviation

 Gabon
- Air Inter Gabon

 Indonésie
- Trigana Air

 Malte
- New Cal Aviation

 Papouasie-Nouvelle-Guinée
- Garamut Exploration Services
- Vanimo Trading

 Taïwan
- Air Asia (en)